# Klaus Rittland

Elisabeth Heinroth

Elisabeth Heinroth mit ihrem zweiten Ehemann Wilhelm Heinroth im Frühjahr 1896

Klaus Rittland (* 18. März 1864 in Dessau; † 5. Dezember 1920 in Berlin) war das Pseudonym der deutschen Schriftstellerin Elisabeth Heinroth, geb. Rindfleisch.
Elisabeth Heinroth war die Tochter des Assessors Albrecht Rindfleisch und die Nichte des Arztes Eduard von Rindfleisch. Mit ihrem ersten Ehemann, dem Kommerzienrat Karl Bosch, lebte sie sieben Jahre in Ägypten, von wo aus sie den Orient und das südliche Europa bei zahlreichen Reisen kennenlernte. Aus der Ehe gingen zwei Söhne hervor. Nach der Rückkehr nach Stettin ließ sich das Paar scheiden. Wohl auch aus finanzieller Notwendigkeit verfasste Elisabeth Heinroth ihr das Buch Unter Palmen. Roman aus dem modernen Ägypten. Es folgten Aufenthalte in Weimar und Göttingen, wo sie den Landesgerichtspräsidenten Wilhelm Heinroth kennenlernte, den sie zwei Jahre später heiratete. 1905 zog das Ehepaar nach Celle, wo Heinroth als Präsident des Oberlandesgerichts arbeitete. 1909 folgte Heinroths Berufung als Präsident des Berliner Kammergerichts und damit der Umzug nach Berlin. Hier nahm Elisabeth Heinroth am gesellschaftlichen Leben der Stadt teil und verstärkte ihre literarische Tätigkeit. Bis zu ihrem Tode 1920 veröffentlichte sie insgesamt 17 Bücher, zumeist gesellschaftskritische Unterhaltungsromane, die fast alle beim Dresdner Verleger Carl Reißner und ausschließlich unter dem Pseudandronym Klaus Rittland erschienen.
Zu ihren erfolgreichsten Werken gehören die Romane Auf neuen Wegen, Frau Irmgards Enttäuschungen und Frühlingsgewitter.

## Werke (Auswahl)
- Unter Palmen. Roman aus dem modernen Ägypten. Berlin, 1892.
- Ihr Sieg. Berlin, 1896.
- Weltbummler. Aus den Erinnerungen eines Konsuls. Berlin, 1897.
- Sanitätsrats Türkin. Berlin, 1899.
- Nur Weib. Novellen. Berlin, 1900.
- Ein Moderner. Berlin, 1902.
- Anna Priszewska. Tagebuch eines Weltkindes. Dresden, 1903.
- Auf Neuen Wegen. Ein Frauenroman. Dresden, 1904.
- Die erste Liebe meiner Frau. Erzählung. Berlin & Leipzig, 1905.
- Frau Irmgards Enttäuschungen. Dresden, 1906.
- Von Anderer Gnaden. Dresden, 1907.
- Wenn die Fackel sich senkt. Dresden, 1908.
- Die Lössows. Dresden, 1910.
- Das Schloß am Meer. Dresden & Leipzig, 1910.
- Jenseits der Mauer. Dresden, 1912.
- Die das Leben lieben. Leipzig, 1915.
- Auf neuen Wegen. Leipzig, 1916.
- Frühlingsgewitter. Berlin, 1918.
- Jungbrunnen. Dresden, 1920.